# Cyclospira
Cyclospira es un género de foraminífero bentónico considerado homónimo posterior de Cyclospira Hall & Clark, 1894, y sinónimo posterior de Neoeponides de la Familia Eponididae, de la superfamilia Discorboidea, del suborden Rotaliina y del orden Rotaliida. Su especie tipo era Rotalia schreibersii. Su rango cronoestratigráfico abarcaba el Holoceno.

## Discusión
Clasificaciones previas incluían Neoeponides y, por tanto, Cyclospira en la familia Discorbidae.

## Clasificación
Cyclospira incluía a la siguiente especie:
- Cyclospira schreibersii